# Hans-Werner Köblitz
Hans-Werner Köblitz (* 19. Januar 1945 in Penzig, Landkreis Görlitz) ist ein deutscher Politiker (Freie Wähler) und ehemaliger Landrat des Landkreises Calw.

## Leben
Der evangelisch erzogene Köblitz wuchs in Tuttlingen auf. Nach dem Abitur am evangelisch-kirchlichen Aufbaugymnasium in Michelbach an der Bilz absolvierte er das Studium der Rechtswissenschaften an der Eberhard Karls Universität Tübingen. 1970 hatte er das erste juristische Staatsexamen in Tübingen und ein Rechtsreferendariat in Tübingen, Reutlingen und Stuttgart, 1974 das zweite juristische Staatsexamen in Stuttgart.
Von 1974 bis 1977 war er am Landratsamt Reutlingen beschäftigt, 1978 am Regierungspräsidium Tübingen und anschließend von 1979 bis 1980 am Landwirtschaftsministerium Stuttgart.
In der Zeit zwischen 1. Juli 1980 und 29. Februar 1996 war er Erster Landesbeamter des Landratsamts Calw. Seit 1. März 1996 war er Landrat des Landkreises Calw. Am 1. Dezember 2003 wurde er vom Kreistag mit großer Mehrheit (88 Prozent der 48 abgegebenen Stimmen) wiedergewählt und damit in seinem Amt bestätigt. Köblitz ging Ende Januar 2010 aus Altersgründen nach dreizehnjähriger Amtszeit mit 65 Jahren in den Ruhestand. Sein Amtsnachfolger ist Helmut Riegger (CDU).
Hans-Werner Koblitz war Aufsichtsratsvorsitzender der Klinikverbund Südwest GmbH.

## Familie und Privates
Hans-Werner Köblitz ist verheiratet und hat drei Kinder. Als Hobbys gibt er Musik und Sport an.
| Personendaten    | Personendaten                                                                      |
| ---------------- | ---------------------------------------------------------------------------------- |
| NAME             | Köblitz, Hans-Werner                                                               |
| KURZBESCHREIBUNG | deutscher Politiker (Freie Wähler) und hauptamtlicher Landrat des Landkreises Calw |
| GEBURTSDATUM     | 19. Januar 1945                                                                    |
| GEBURTSORT       | Penzig, Landkreis Görlitz                                                          |